# Église Saint-Martin à Raisio
L'église Saint-Martin  (en finnois : Raision kirkko)  est une église médiévale en pierre construite à Raisio en Finlande ,,.

## Présentation
L'église médiévale en pierre grise est à nef unique reliée au nord à une sacristie voûtée et au sud à une salle d'armes.
La nef est couverte d'une voûte. Il y a deux croix de mariage médiévales sur les murs, les peintures décoratives dans la salle sont du XVIIe siècle.
Le crucifix de l'église est une sculpture du XIVe siècle par le maître de Lieto.
La chaire baroque, achetée à Riga en 1653, est un cadeau du major Ivar Ivarsson de Vaisaari.
Le retable représentant le jardin de Gethsémani est peint par Robert Wilhelm Ekman en 1867.
Une sculpture en bois du début du XIVe siècle et un vitrail du XVe siècle représentent  Saint-Martin.
Une armoire médiévale en chêne ornée au sommet d'un Mur des Lamentations
Arvid Grabbes, noble à Nuorikkala a son blason funéraire de 1655 et il est enterré dans le chœur.

## Les constructeurs de légende
Selon la légende, l'église a été construite par deux géants nommés Killi et Nalli.
Les géants se sont disputés pour le paiement avec le prêtre de l'église et Killi a menacé de briser toute l'église avec un rocher.
Après avoir trouvé un rocher approprié au bord de la mer, Killi n'a plus retrouver l'église et a lancé le rocher devant Ruissalo.
Toujours devant Ruissalo, la pierre est appelée la pierre de la bourse parce que le géant l'avait portée dans une grande bourse sur son dos.